# 热喷涂

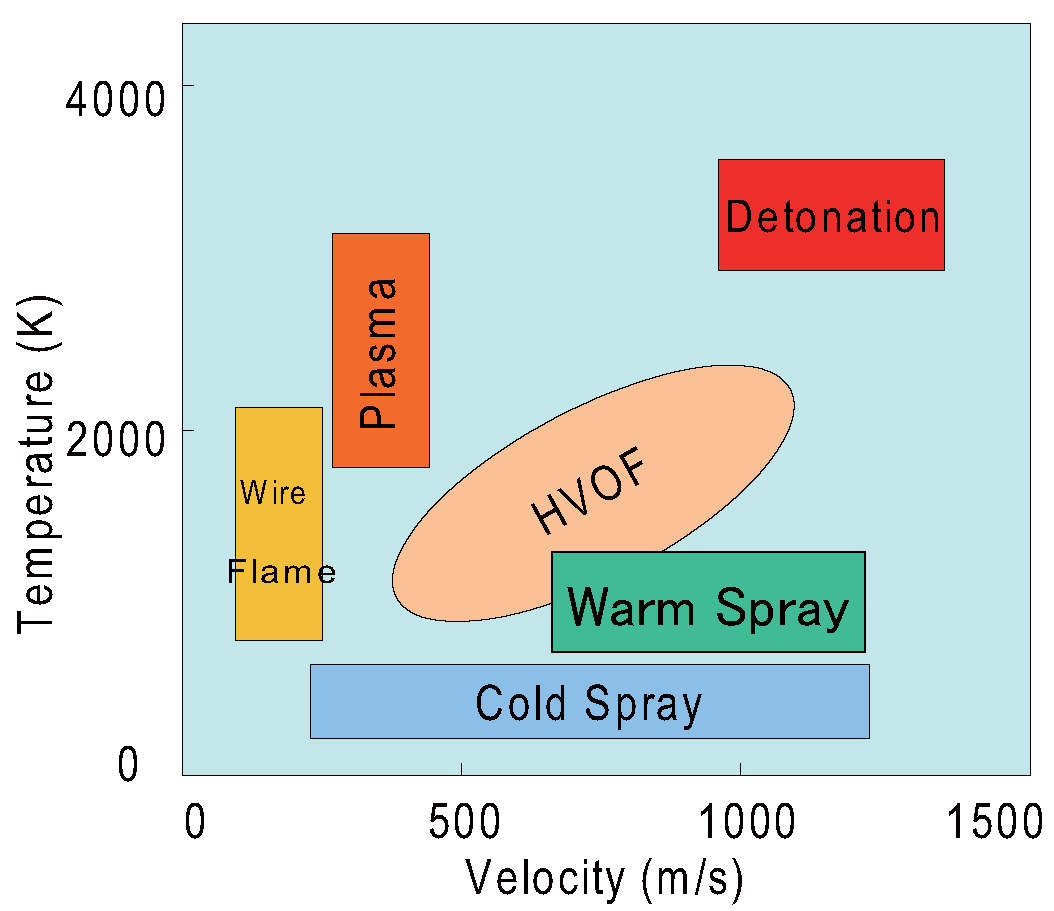
不同热喷涂工艺的颗粒温度和速度

热喷涂技术通过电（等离子或电弧）或化学方法（燃烧火焰）加热“原料”（涂料前体）。热喷涂技术是利用热源将喷涂材料加热至熔化或半熔化状态，并以一定的速度喷射沉积到经过预处理的基体表面形成涂层的方法。在普通材料的表面上制造一个特殊的工作表面，使其达到：防腐、耐磨、耐磨、抗高温、抗氧化、隔热、绝缘、导电、防微波辐射等功能。应用主要包括：长效防腐、机械修复及先进制造技术、模具制作与修复、制造特殊的功能涂层等四个方面。
热喷涂技术最早于1910年由瑞士肖普博士发明，是表面过程技术的重要组成部分之一，由于涂层材料广泛、沉积速度快、灵活性高、易于自动化加工、适应性强，应用广泛，产值约占材料表面工程所有产值的三分之一。按照热源的种类可分：火焰类、电弧类、电热法和激光喷涂四类。其中，等离子喷涂居主导地位；高速火焰喷涂居第二，占据25%的市场比例，电弧喷涂代替传统火焰喷涂技术上升至第三位。

## 火焰喷涂
火焰喷涂包括线材及粉末火焰喷涂、爆炸喷涂、超音速喷涂等。

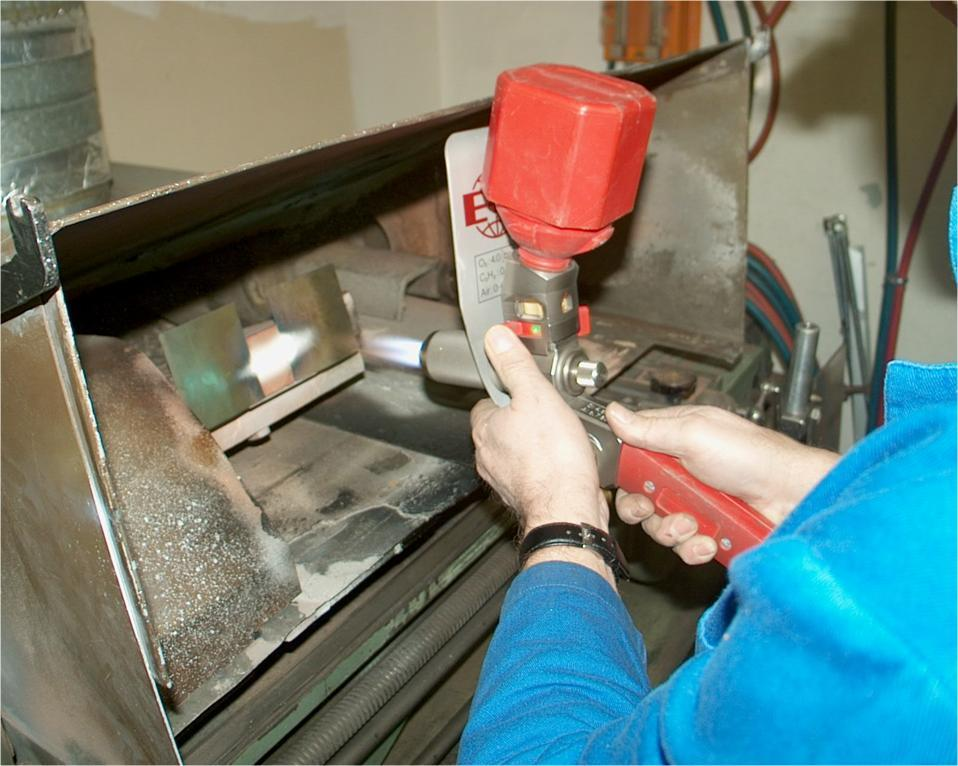
火焰喷涂

- 线材火焰喷涂法是最早发明的喷涂法，是采用氧-乙炔燃烧火焰作热源，把金属线（直径一般在Φ1.6mm-Φ4.8mm）以一定的速度送进喷枪里，使端部在高温火焰中熔化，随即用压缩空气把其雾化并吹走，沉积在预处理过的工件表面上。棒材火焰喷涂主要指陶瓷棒材（直径Φ4.75mm、Φ6.35mm、Φ7.94mm）火焰喷涂，速度大约在150-250m/s，已逐渐被等离子喷涂技术取代。
- 粉末火焰喷涂法与丝材火焰喷涂的不同之处是喷涂材料不是丝材而是粉末，可喷制性能优异的碳化物涂层和氧化铝、氧化锆等高熔点材料涂层。孔隙率一般在5-20%之间，结合强度在10-30MPa之间。喷枪与工件喷涂面的距离一般控制在150-200mm。喷涂过程中，零件整体温度不超过250℃。
- 爆炸喷涂（英语：Detonation spraying）是利用氧气和乙炔燃烧产生爆炸，释放出热能和冲击波，热能使喷涂粉末熔化，冲击波则使熔融粉末以700～800m/s的速度喷射到工件表面上形成涂层。爆炸喷涂工艺是一种间歇式喷涂，一般的喷涂频率在4次/秒-8次/秒。涂层的空隙率在所有热喷涂工艺中是最低的。涂层与基体材料的结合强度是目前热喷涂工艺中最高的。

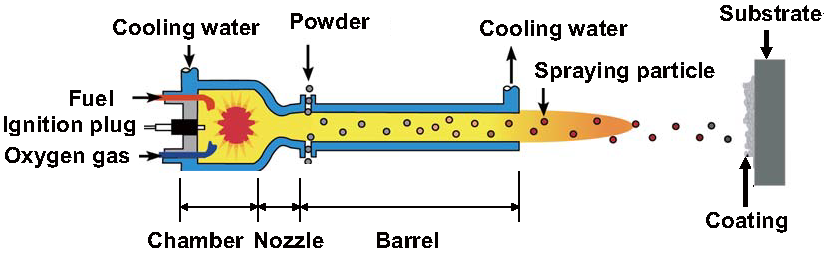
高速氧燃料火焰喷涂（HVOF）原理图

- 超音速喷涂（HVOF, High Velocity Oxygen Fuel）是将航空煤油与助燃剂（O2）导入燃烧室内混合，爆炸式燃烧产生的高温气体与碳化钨粉末一同射到工件上形成涂层。高速火焰喷涂焰流速度高达1500m/s-2000m/s，一般可观察到5-8个明显的马赫锥，粒子流速度高达300-650m/s。粉末粒度一般为10-45μm，属于细粒度粉末，表面粗糙度小，孔隙率＜2%，结合强度＞70MPa。[6]
- 高速空气燃料喷涂(HVAF, High Velocity Air Fuel)是美国和日本开发的燃气与空气混合燃烧的高速火焰喷涂系统[7]。与传统的HVOF相比较，AC-HVAF工艺焰流速度高，但温度较低，被喷涂粒子速度高达700-800m/s，而粒子温度一般在其熔点以下，当热的软化的粒子冲击到基材表面上时进行充分的塑性变形，形成致密涂层。一般以丙烷作为燃料气体，当喷涂高熔点材料时，可用丙烯代替丙烷来增加焰流温度。喷枪由压缩空气冷却。[8]

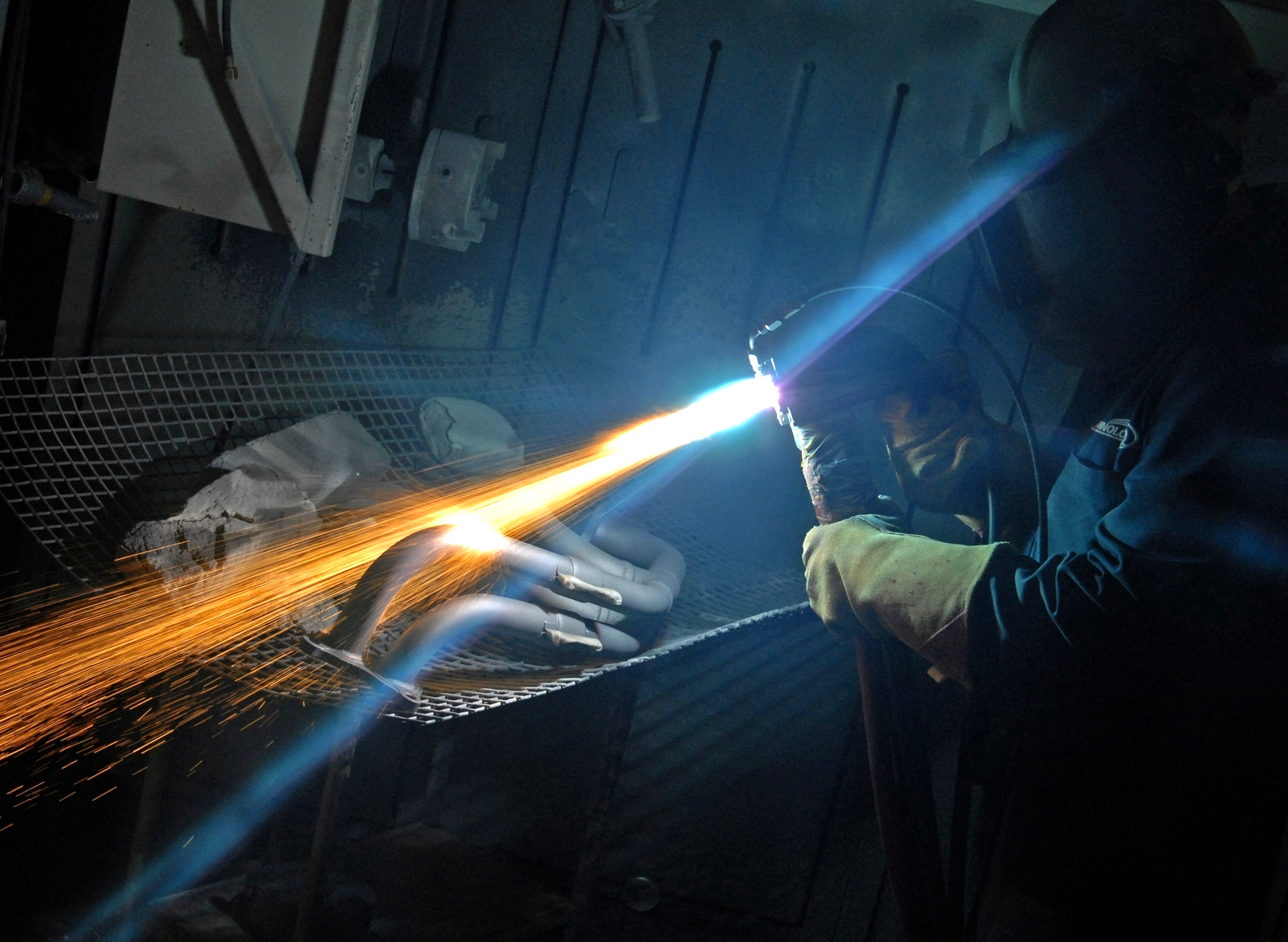
等离子喷涂

## 电弧类
- 电弧喷涂是在两根焊丝状的金属材料之间产生电弧，因电弧产生的热使金属焊丝逐渐熔化，熔化部分被压缩空气气流喷向基体表面而形成涂层。
- 等离子喷涂包括大气等离子喷涂，保护气等离子喷涂，真空等离子喷涂和水稳等离子喷涂。

## 电热法
- 电热法包括电爆喷涂、感应加热喷涂、电容放电加热。